# Stefan Gunnarsson (beachvolleyspelare)
Stefan Gunnarsson, född 29 juni 1982 i Kalvsvik, är en svensk beachvolleybollspelare.